# Auxonne
 Auxonne  (la x se pronuncia como ss) es una población y comuna francesa, en la región de Borgoña, departamento de Côte-d'Or, en el distrito de Dijon. Es el chef-lieu del cantón de Auxonne.
Perteneció al Condado de Borgoña, hasta que fue tomada por el  Reino de Francia el 5 de enero de 1477.
Durante las guerras napoleónicas, sufrió un largo asedio por los ejércitos de la coalición antinapoleónica entre el 19 de enero y el 23 de abril de 1814. Cuando acepta la restauración borbónica. 

## Demografía
| 5704 | 5803 | 6485 | 7121 | 6781 | 7154 |
| Para los censos de 1962 a 1999 la población legal corresponde a la población sin duplicidades (Fuente: INSEE [Consultar]) |      |      |      |      |      |

## Geografía
La población se encuentra a orillas del río Saona.

## Lugares y monumnetos
Auxonne cuenta con un castillo, restos de sus murallas y edificios religiosos notables como la iglesia de Notre Dame.